# Aridelus africanus
Aridelus africanus är en stekelart som först beskrevs av Charles Thomas Brues 1924.  Aridelus africanus ingår i släktet Aridelus och familjen bracksteklar. Utöver nominatformen finns också underarten A. a. seyrigianus.